# No es un juego vivir
No es un juego vivir fue una telenovela argentina emitida en 1985 por (Canal 9), protagonizada por Cristina Alberó, Aldo Pastur, Horacio Ranieri y Marco Estell, con la actuación estelar de Cristina del Valle.

## Guion
La telenovela fue dirigida por Jorge Montero y escrita por Luis Gayo Paz, uno de los autores más prolíficos del género en la década de 1980 (Trampa para un soñador, Quiero gritar tu nombre, Aprender a vivir, Amar al salvaje, Paloma hay una sola, Dos para una mentira, Ese hombre prohibido, Quiero morir mañana, Chiquilina mía, Paloma y Cosas del amor).

## Protagonistas
- Cristina Alberó (Mariana Figueroa)
- Aldo Pastur( Ángel Santana)
- Horacio Ranieri ( Gustavo Viale)
- Marco Estell (Luis Barcelo)
- Cristina Del Valle (Julia Riviet)

## Actuaciones especiales por orden alfabético
- Elizabeth Killian (Giselle/Andrea)
- Mabel Landó (Flora)
- Delfy de Ortega (Victoria Malaber)
- Julia Sandoval (Mercedes)

## Elenco protagónico por orden alfabético
- Marta Albertini (Paula Villar de Viale)
- Adriana Alcock (Karen tawers)
- Graciela Cimer(Romina)
- Sandra Di Milo (Aurelia)
- Oscar Ferreiro (Damián Quinteros)
- María Florentino (Cecilia)
- Enrique Kossi (Ignacio Riviet)
- Liria Marín (Rosa Santana)
- Ricardo Moran (toto Santana)
- Claudia Nelson (Elena)
- Elcira Olivera Garces
- Josefina Ríos (Amparo Santana)
- Marcia Rosetti (Alicia)
- Amadeo Ronco
- Ana María Vinuesa (chila)
- Luis Aranda (Raipers)

## El primer actor
- Eduardo Rudy (Santiago Viale)

## Ficha Técnica
- Libro y coordinación artística: Luis Gayo Paz
- Escenografía: Ponchi Morpurgo
- Iluminación: Alberto Toledo
- Producción: Francisco José Fuente Buena
- Asistente de dirección: César Fernández
- Dirección: Jorge Montero

## Cortina musical
El tema de apertura de "No es un juego vivir" es "Soy de la calle" interpretado por Fernando Madariaga del LP "Amores de mi vida".